# テガフール・ウラシル

UFT

テガフール・ウラシル（Tegafur/Uracil）とは、テガフールとウラシルの合剤であり、多くの癌の治療に用いられる抗悪性腫瘍剤の一種である。商品名ユーエフティー(UFT)。

## 効能・効果
頭頚部癌、胃癌、結腸・直腸癌、肝臓癌、胆嚢・胆管癌、膵臓癌、肺癌、乳癌、膀胱癌、前立腺癌、子宮頚癌

## 副作用
骨髄抑制、溶血制貧血等の血液障害、肝障害、脱水症状、腸炎、白質脳症等の精神神経障害、狭心症、心筋梗塞等の心障害、急性腎不全、ネフローゼ症候群、嗅覚脱失、間質性肺炎、急性膵炎、口内炎、消化管潰瘍・出血、スティーブンス・ジョンソン症候群、ライエル症候群など。

## 作用機序
- テガフール
  - 体内で代謝され、5-FUになる。これがDNAの合成阻害、RNAの機能障害を引き起こす。
- ウラシル
  - 体内での5-FUの分解を妨げ、5-FUの濃度を高く維持する。